# 馬自達P族引擎
馬自達P族引擎是由日本馬自達汽車公司研發、生產的往復式活塞直列四缸DOHC汽油引擎，其排氣量分別從1.3L至2.5L不等，屬於舊款鋁合金缸體的L族引擎的改良版本。該系列引擎自2010年起陸續發表，一般原廠統稱為SKYACTIV-G引擎。

## 概要
P族系列引擎均由雙頂置凸輪軸控制16汽門，其高壓縮比超越一般自然進氣汽油引擎，並採用DISI缸內直噴技術（Direct Injection Spark Ignition之縮寫），曾獲得2012年度華德十大最佳汽車引擎（Ward's 10 Best Engines）。高壓縮比的原因，來自進氣門正時調節電機、深凹坑的凸頂活塞以及特殊4-2-1排氣歧管等元件。

## 1.3L（P3-VPS型）
排氣量1,298c.c.的P3-VPS型引擎之缸徑為71.0mm、衝程82.0mm，壓縮比14.0:1。採用直列四缸、DOHC、16閥門之設計，最大馬力為84ps / 5,400rpm、扭力峰值為11.4kg・m / 4,000rpm。2014年重新調校後，最大馬力92ps / 6,000rpm、扭力峰值12.3kg・m / 4,000rpm。車型：
1. 2011年至2014年：第三代馬自達2 / Demio（日本）
2. 2014年迄今：第四代馬自達2 / Demio（日本）

## 1.5L（P5-VP（RS）型）
排氣量1,496c.c.的P5-VP[RS]型，缸徑74.5mm、衝程85.8mm，壓縮比13.0：1。採取直列四缸DOHC、16閥門之佈局，最大馬力131ps / 7,000rpm、扭力峰值15.3kgf·m / 4,800rpm。車型：
1. 2015年迄今：第四代馬自達MX-5

## 1.5L（P5-VPR（RS）型）
P5-VPR[RS]型的所有參數與P5-VP[RS]型相同，兩者之差異在於前者另外加裝i-ELOOP動能回收系統與i-Stop怠速熄火系統，以提升其油耗表現。車型：
1. 2015年迄今：第四代馬自達MX-5

## 1.5L（P5-VPS型）
該具P5-VPS型引擎之排氣量是1,496c.c.，缸徑74.5mm、衝程85.8mm，壓縮比有13.0:1和14.0:1兩種，採DOHC、16氣門之設計。根據不同辛烷值的汽油，其馬力輸出分成：
- 辛烷值RON95：最大馬力100ps / 6,000rpm、扭力峰值15.3kgf·m / 4,000rpm。
- 辛烷值RON91：最大馬力111ps / 6,000rpm、扭力峰值14.7kgf·m / 3,500rpm。
- 最大馬力110ps / 6,000rpm、扭力峰值14.4kgf·m / 4,000rpm。
- 最大馬力116ps / 6,000rpm、扭力峰值14.8kgf·m / 4,000rpm。
- 最大馬力111ps / 6,000rpm、扭力峰值14.7kgf·m / 4,000rpm。

車型則有：
1. 2013年迄今：第三代馬自達3
2. 2014年迄今：第四代馬自達2
3. 2019年迄今：第四代馬自達3
4. 2020年迄今：馬自達CX-3

## 2.0L（PE-VPS型）

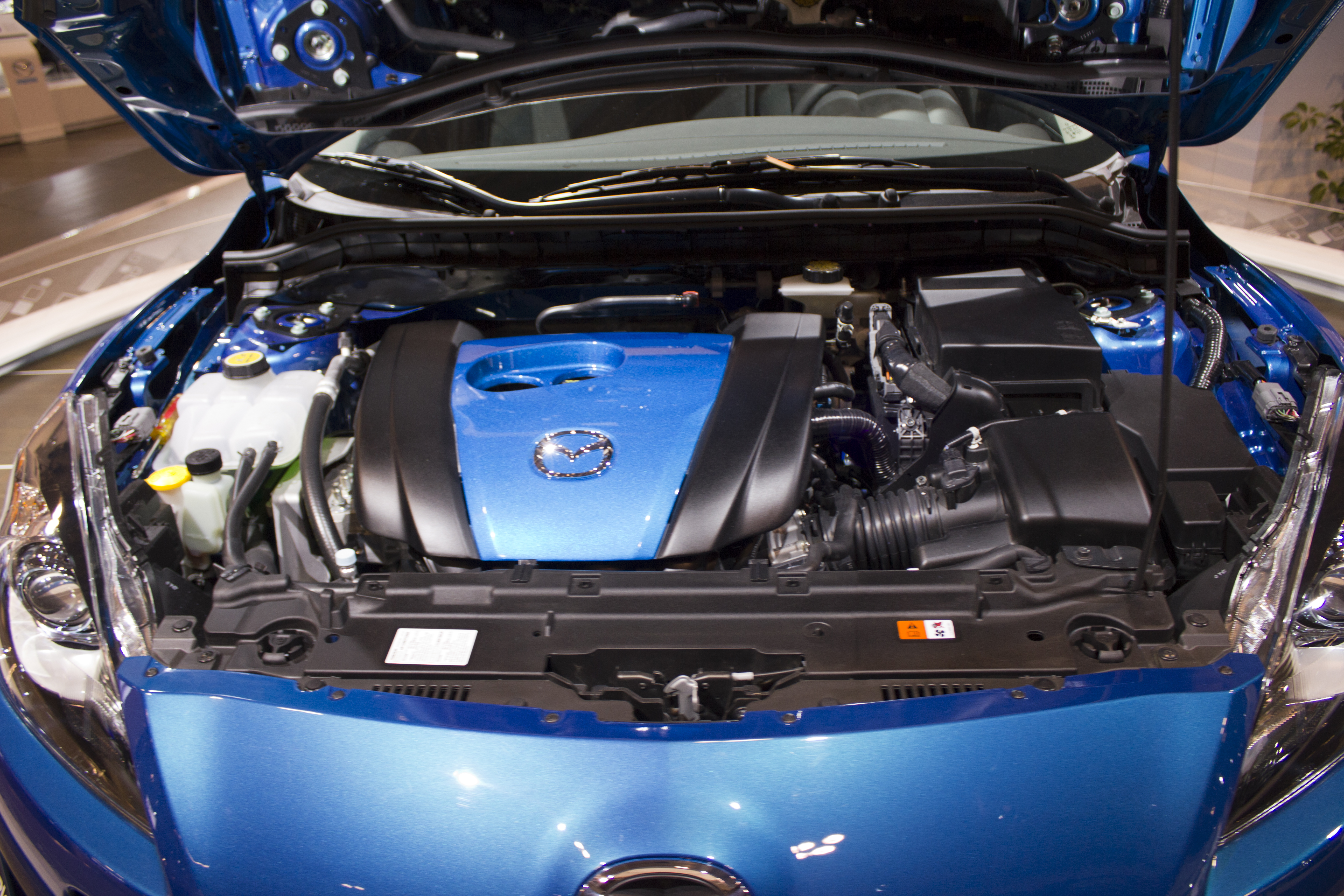
PE-VPS型引擎

此具引擎排氣量1,998c.c.，缸徑83.5mm、衝程91.2mm，壓縮比13.0:1，採DOHC、16氣門之設計，並搭配Dual S-VT雙可變氣門正時技術，排氣管的配置也由傳統的4-1改為4-2-1。。根據不同辛烷值的汽油，馬力輸出區分成：
- 辛烷值RON95：最大馬力165ps / 6,000rpm、最大扭力21.4kgf·m / 4,000rpm。
- 辛烷值RON91：最大馬力155ps / 6,000rpm、最大扭力20.0kgf·m / 4,000rpm。
- 最大馬力154ps / 6,000rpm、最大扭力19.8kgf·m / 4,100rpm。
- 最大馬力151ps / 6,000rpm、最大扭力19.4kgf·m / 4,100rpm。
- 最大馬力148ps / 6,000rpm、最大扭力19.6kgf·m / 2,800rpm(2018年5月以前)。
- 最大馬力150ps / 6,000rpm、最大扭力19.9kgf·m / 2,800rpm(2018年5月以降)。

車型：
1. 2008年-2018年：馬自達Biante
2. 2011年-2013年：第二代馬自達3(日本小改版後)
3. 2013年-2019年：第三代馬自達3
4. 2012年-2016年：第一代馬自達CX-5
5. 2012年-2024年：第三代馬自達6
6. 2013年迄今：第三代馬自達5(日本小改版後) / 日產Lafesta Highway Star
7. 2015年迄今：第一代馬自達CX-3
8. 2015年迄今：第四代馬自達MX-5
9. 2016年迄今：第一代馬自達CX-4（中國）
10. 2017年迄今：第二代馬自達CX-5
11. 2019年迄今：第四代馬自達3
12. 2019年迄今：第一代馬自達CX-30
13. 2023年迄今：第一代馬自達CX-50

## 2.0L（PE-VPR型）
PE-VPR型引擎之排氣量1,998c.c.，缸徑83.5mm、衝程91.2mm，壓縮比有13.0:1和14.0:1兩種，採DOHC、16氣門之設計。根據不同辛烷值的汽油，其馬力輸出分成：
- 辛烷值RON95：最大馬力165ps / 6,000rpm、扭力峰值21.7kgf·m / 4,000rpm。
- 辛烷值RON91：最大馬力155ps / 6,000rpm、扭力峰值20.0kgf·m / 4,000rpm。

車型：
1. 2012年-2024年：第三代馬自達6
2. 2013年迄今：第三代及第四代馬自達3
3. 2017年迄今：第二代馬自達CX-5

## 2.0L（PE-VPR［RS］型）
PE-VPR［RS］型引擎屬於PE-VPR型之高輸出版本，但機械結構與之相同：排氣量1,998c.c.，缸徑83.5mm、衝程91.2mm，壓縮比13.0:1，採DOHC、16氣門之設計。其馬力輸出分成：
- 最大馬力158ps / 6,000rpm、扭力峰值20.4kgf•m / 4,000rpm（2018年6月以前）。
- 最大馬力184ps / 7,000rpm、扭力峰值20.9kgf•m / 4,000rpm（2018年6月以降）。

車型：
1. 2016年-2018年：第四代馬自達MX-5（ND1）
2. 2019年迄今：第四代馬自達MX-5（ND2、ND3）

## 2.0L（PE-VPH型）

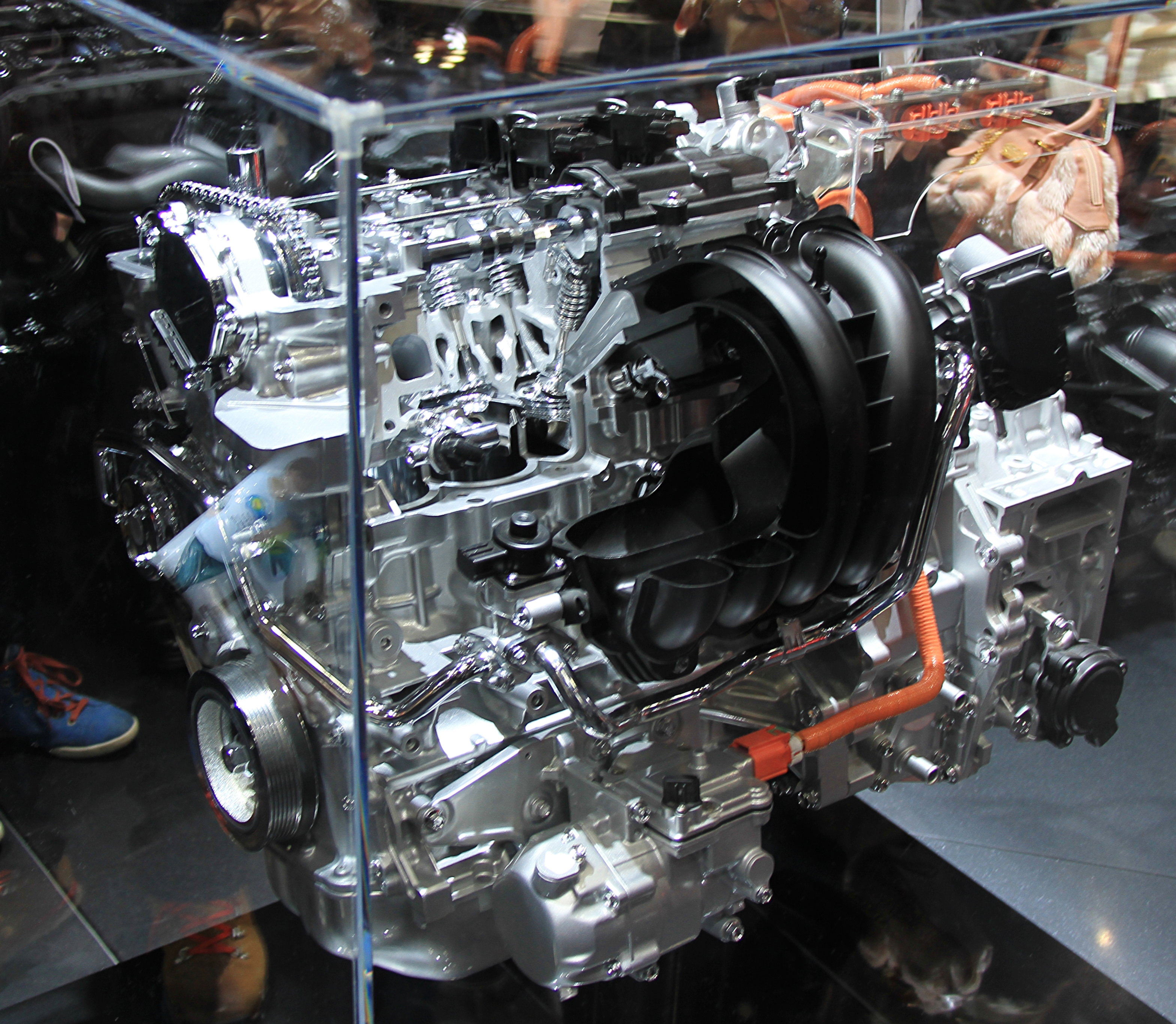
PE-VPH型

PE-VPH型之排氣量為1,998c.c.，採直列四缸、DOHC、16閥門之設計，缸徑83.5mm，衝程91.2mm，壓縮比為14.0:1。最大馬力達99ps / 5,200rpm，扭力峰值為14.5kgf·m / 4,000rpm。車型：
1. 2013年迄今：馬自達3 Hybrid
2. 2020年迄今：馬自達MX-30

## 2.5L（PY-VPH型）
PY-VPH型之排氣量為2,488c.c.，採直列四缸、DOHC、16閥門之設計，缸徑89.0mm，衝程100.0mm，壓縮比為13.0:1。最大馬力達188ps / 6,000rpm，扭力峰值為25.5kg・m / 4,000rpm。車型：
1. 2022年迄今：第一代馬自達CX-60 PHEV

## 2.5L（PY-VPR型）
排氣量2,488c.c.的PY-VPR型引擎之缸徑為89.0mm、衝程100.0mm，壓縮比13.0:1。採用直列四缸、DOHC、16閥門之設計，具Dual S-VT雙可變氣門正時技術。最大馬力188ps / 5,700rpm、最大扭力25.5kg·m / 3,250rpm。2017年11月原廠除了降低汽缸內部的阻力，且可在25-50mph的時速間切換成僅靠二汽缸輸出動力。其原理是油壓頂筒單純負責維持汽門間隙，並新設HLA液壓式汽門間隙調節器（hydraulic lash adjuster）。當HLA移開時就讓油壓頂筒處於類似避震器「低阻尼」的狀態，使得搖臂向頂筒方向施力而中斷汽門開啟，如此就能開啟雙缸運轉的模式。原先具備更高的燃油供應壓力以提供霧化混合油氣的效果，後來追加多次噴油功能，特別是在活塞上行開始壓縮時，會再追加一次噴油，大幅提升燃燒效率。
車型：
1. 2012年-2016年：第一代馬自達CX-5
2. 2012年-2024年：第三代馬自達6
3. 2016年迄今：第一代馬自達CX-4（中國）

## 2.5L（PY-VPS型）
排氣量2,488c.c.的PY-VPS型引擎之缸徑為89.0mm、衝程100.0mm，壓縮比13.0:1。採用直列四缸、DOHC、16閥門之設計，馬力輸出依調校程度不同而分成：
- 最大馬力188ps / 5,700rpm、扭力峰值25.5kgf·m / 3,250rpm。
- 最大馬力184ps / 5,700rpm、扭力峰值25.0kgf·m / 4,000rpm。

車型：
1. 2012年-2016年：第一代馬自達CX-5
2. 2017年-2023年：馬自達CX-8
3. 2017年迄今：第二代馬自達CX-5
4. 2019年迄今：第一代馬自達CX-30
5. 2022年迄今：第一代馬自達CX-50

## 2.5L（PY-VPTS型）
一般原廠對外宣稱為「SKYACTIV-G 2.5T」。排氣量2,488c.c.，缸徑是89.0mm，衝程是100.0mm，壓縮比10.5:1。採用直列四缸、DOHC、16閥門、缸內直噴、VVT可變氣門正時之設計。使用93無鉛汽油可輸出最大馬力250hp / 5,000rpm，扭力峰值310lb-ft / 2,000rpm；若使用87無鉛汽油則馬力下降至227hp / 5,000rpm。其特殊之處在於排氣歧管分成兩個通路進入渦輪增壓器，口徑較大的具有流量控制截止閥，口徑較小的則無。當引擎轉速低於1,620rpm時閥門關閉，使得排氣通過小口徑歧管的速度增快、壓力增大。受到「噴射器效果（ejector effect）」的原理影響，超短的4-3-1設計之歧管使被壓縮的油氣在排氣閥門剛打開時高速流出，並幫助吸出相鄰歧管內的殘存廢氣。此外，原廠導引部分排出氣體通過中冷器，冷卻後的EGR再回到進氣側，如此一來降低進氣溫度與創造理想空燃比。
車型：
1. 2016年-2023年：第二代馬自達CX-9
2. 2017年-2023年：馬自達CX-8
3. 2018年-2024年：第三代馬自達6
4. 2018年迄今：馬自達CX-5
5. 2019年迄今：第一代馬自達CX-30
6. 2022年迄今：第一代馬自達CX-50

## 3.3L
一般原廠對外宣稱為「SKYACTIV-G 3.3T」。排氣量3,283c.c.，缸徑是86.0mm，衝程是94.2mm，壓縮比12.0:1。採用直列六缸、DOHC、24閥門、缸內直噴、VVT可變氣門正時之設計，並配合48V mild hybrid。馬力輸出依調校程度不同而分成：
- 最大馬力280hp / 5,000-6,000rpm、扭力峰值45.9kg·m / 2,000-3,500rpm。
- 最大馬力340hp / 5,000-6,000rpm、扭力峰值51.0kg·m / 2,000-3,500rpm。

車型：
1. 2022年迄今：第一代馬自達CX-60
2. 2023年迄今：第一代馬自達CX-90

## 外部連結
- （日語）マツダ：P3-VPS型エンジン （页面存档备份，存于）
- （日語）マツダ：PE-VPH型エンジン （页面存档备份，存于）
- （日語）マツダ：PY-VPR型エンジン
- （日語）マツダ：PE-VPS型エンジン